# Negroide
| Europoide Ariani/Jafetiti Semiti Camiti Negroide Negro Khoi Melanesiani Negritos Australoide Incerti Dravidi e Singalesi | Mongoloide Mongoli del Nord Cinesi e Indocinesi Giapponesi e Coreani Tibetani Malesi Polinesiani Maori Micronesiani Eschimesi Nativi americani |

Il termine negroide o negride, talvolta anche congoide, indica una classificazione antropologica, ormai obsoleta,  dell'Homo sapiens, definibile a partire dalla forma del cranio ed altre caratteristiche craniometriche ed antropometriche: tale termine identifica gli esseri umani autoctoni dell'Africa subsahariana. 
Insieme alle cosiddette razze caucasoide, mongoloide e australoide è una delle tre o quattro categorie principali riconosciute dalle teorie del XIX secolo: sono stati identificati gruppi di popoli caratterizzati da un pigmento scuro della pelle e da una particolare ossatura craniale.
Carleton Stevens Coon respinse l'idea di una razza negroide unificata nel suo libro del 1962 The Origin of Races (L'origine delle razze), in cui divise la popolazione africana nera in una "razza congoide" e una "razza capoide".
Oggi gli scienziati concordano sul fatto che non esistano razze umane in senso biologico.